# Loxophlebia splendens
Loxophlebia splendens là một loài bướm đêm thuộc phân họ Arctiinae, họ Erebidae.